# Елгаевка
Елгаевка — река в России, протекает в Ветлужском районе Нижегородской области. Устье реки находится в 315 км по левому берегу реки Ветлуги. Длина реки составляет 10 км.
Исток реки в 38 км к юго-западу от города Ветлуга. Всё течение проходит по заболоченному лесному массиву, крупнейший приток Шамбал (левый). Район протекания Елгаевки и Шамбала покрыт сетью мелиоративных каналов.

## Данные водного реестра
По данным государственного водного реестра России относится к Верхневолжскому бассейновому округу, водохозяйственный участок реки — Ветлуга от города Ветлуга и до устья, речной подбассейн реки — Волга от впадения Оки до Куйбышевского водохранилища (без бассейна Суры). Речной бассейн реки — (Верхняя) Волга до Куйбышевского водохранилища (без бассейна Оки).
Код объекта в государственном водном реестре — 08010400212110000042659.